# Marié avant Noël
Marié avant Noël (A Bride for Christmas) est un téléfilm de Noël américain réalisé par Gary Yates et diffusé le 1er décembre 2012 sur Hallmark Channel.

## Synopsis
Jessie Patterson est une belle femme. Trois fois déjà, elle a planté ses fiancés lors de la cérémonie. Après la dernière tentative infructueuse, elle décida de ne plus jamais accepter une demande à moins d'en être totalement sûre. Lors d'une exposition de tableaux, elle fait la rencontre de Aiden, un bel homme qui a du mal à tenir ses engagements. Ayant fait un pari avec ses copains d'être marié avant Noël, il décida d'épouser Jessie.

## Fiche technique
- Titre original : A Bride for Christmas
- Réalisation : Gary Yates
- Scénario : Barbara Kymlicka
- Photographie : Brenton Spencer
- Musique : Michael Neilson
- Pays : États-Unis
- Genre : Comédie
- Durée : 84 minutes
- Date de diffusion :
  -  France : 16 décembre 2013 sur TF1

## Distribution
- Arielle Kebbel (VF : Laëtitia Lefebvre) : Jessie Patterston
- Andrew W. Walker : Aiden
- Kimberly Sustad : Vivian Patterston
- Sage Brocklebank : Mike
- Karen Kruper : Susan Patterston
- Eric Keenleyside : Hank Patterston
- Peter Benson : Matt Harper
- Kyle Cassie : Owen
- Jordana Largy : Marcie
- Chris Cochrane : Charlie